# En spänn
En spänn var en skoltidning som drevs på Perslundaskolan i Ockelbo. 
En spänn var trefaldiga svenska mästare i skoltidningsmakeri, då den åren 2002, 2004 och 2008 vann Lilla journalistpriset, vars jury bestod av representanter från Dagens Nyheter, Expressen, Bakom rubrikerna samt Ung media. En spänn var då den enda skoltidning som har vunnit tävlingen tre gånger. Tidningen lades ned år 2010.